# Marmorkirken (métro de Copenhague)
Marmorkirken est une station des lignes 3 et 4 du métro de Copenhague située sur la commune de Copenhague.

## Situation
Marmorkirken est desservie par les lignes 3 et 4 du métro de Copenhague. Cette station souterraine se trouve entre Østerport et Kongens Nytorv.

## Histoire
La station Marmorkirken a ouvert au public le 29 septembre 2019 à l'occasion de la mise en service de la ligne 3 du métro de Copenhague.
Elle est également desservie par la ligne 4 du métro du Copenhague depuis sa mise en service le  28 mars 2020.

## À proximité
- Marmorkirken
- Amalienborg
- Kongens Have
- Château de Rosenborg